# Roger Andersson
Sven Roger Andersson, född 20 september 1958 i Hägersten, död 20 september 2002, var en svensk boxare.
Roger Andersson inledde sin sportkarriär i söderklubben Ekensberg i Stockholm och vann 1975 junior-SM för klubben. Han vann sedan fem SM-tecken för IF Linnéa och ytterligare ett för Hammarby. Utöver SM-vinsterna tog han även EM-brons i Köln 1979 samt blev nordisk mästare 1982. 
Roger Anderssons kännemärke var ett fruktat knockoutslag som kunde sänka en motståndare. Hans tre matcher i kvalet inför Sommar-OS i Moskva 1980 mot Anders "Lillen" Eklund är, med svenska mått mätt, klassiska. Andersson avslutade sin karriär 1983. Han avled 2002 av en hjärnblödning samma dag som han fyllde 44 år.
Roger Andersson är begravd på Nacka norra kyrkogård.

### Fotnoter
1. 1 2 3   Sveriges dödbok 1901–2009 Swedish death index 1901–2009 (Version 5.0). Solna: Sveriges Släktforskarförbund. 2010. Libris 11931231
2. ↑  ”Sven Roger Andersson”. Gravar.se. https://gravar.se/forsamling/nacka-forsamling/nacka-norra-kyrkogard/t/sven-roger-andersson-ae775. Läst 22 januari 2024.